# Aperitif

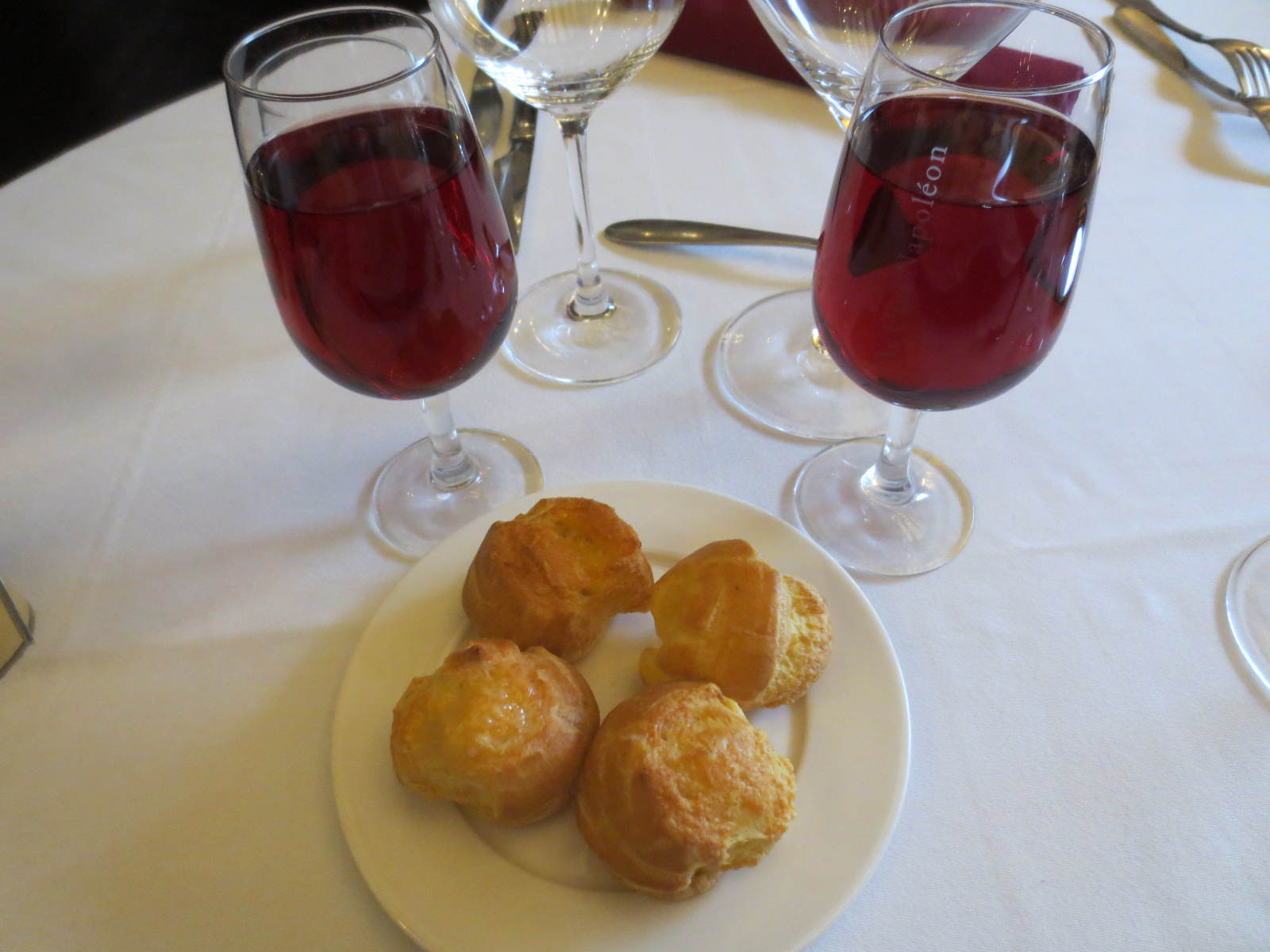
Aperitif-Cocktails (Kir), mit Brandteig-Käse-Gebäck (Gougères) als Appetizer

Ein Aperitif (auch Apéritif, in der Schweiz häufig zum Apéro gereicht) ist ein meist alkoholisches Getränk, das vor dem Essen konsumiert wird, um den Appetit anzuregen und auf die bevorstehende Mahlzeit einzustimmen. Er ist ein fester Bestandteil in den romanisch beeinflussten Kochtraditionen wie der französischen, italienischen und Schweizer Küche.
Der Aperitif hat zudem eine soziale Funktion und dient dazu, den Gästen die Wartezeit bis zum Servieren der Speisen zu verkürzen oder zu überbrücken, bis alle eingetroffen sind und man sich zu Tisch begeben kann.

## Getränke

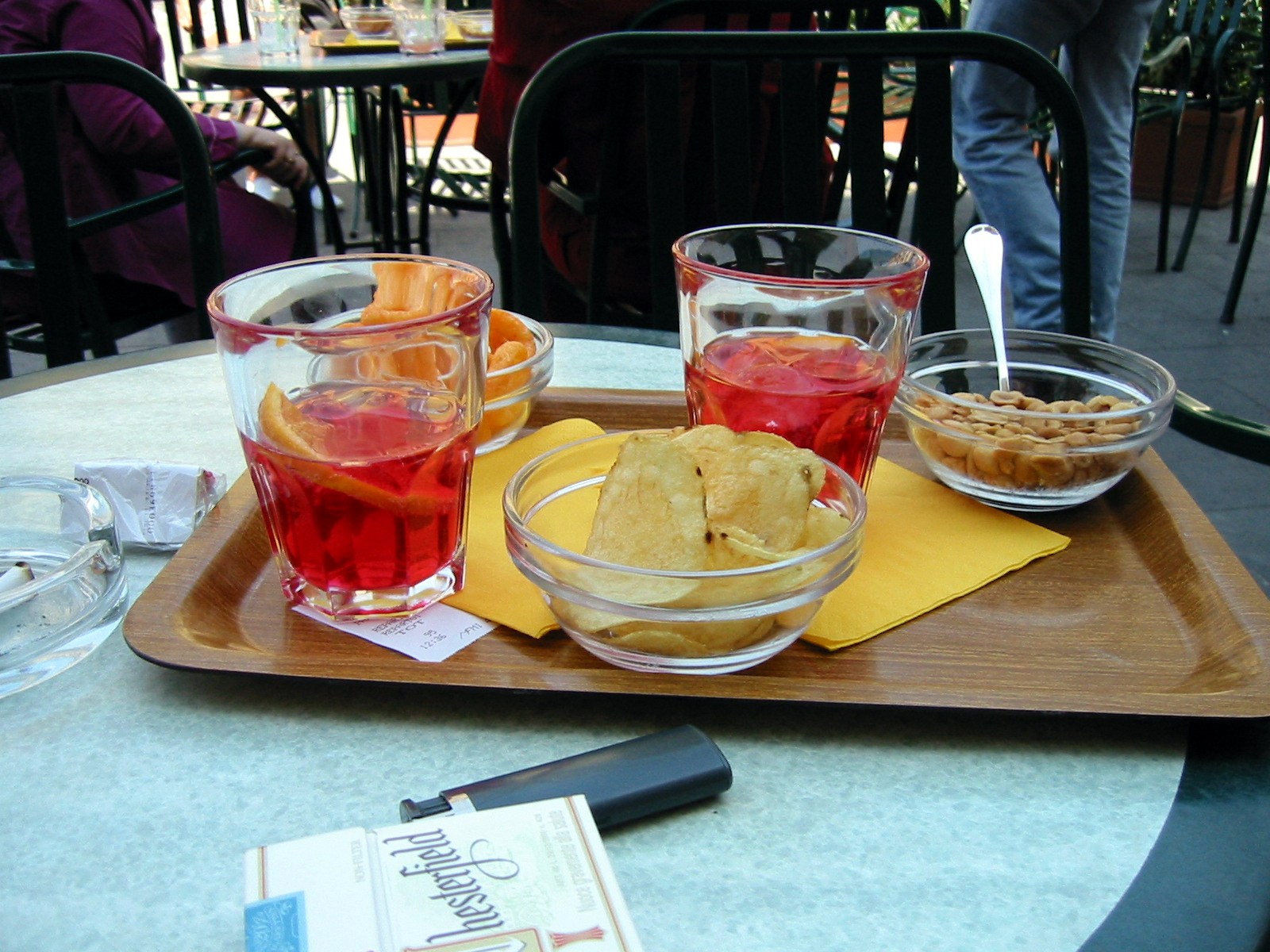
Campari Soda, mit Chips und Nüssen

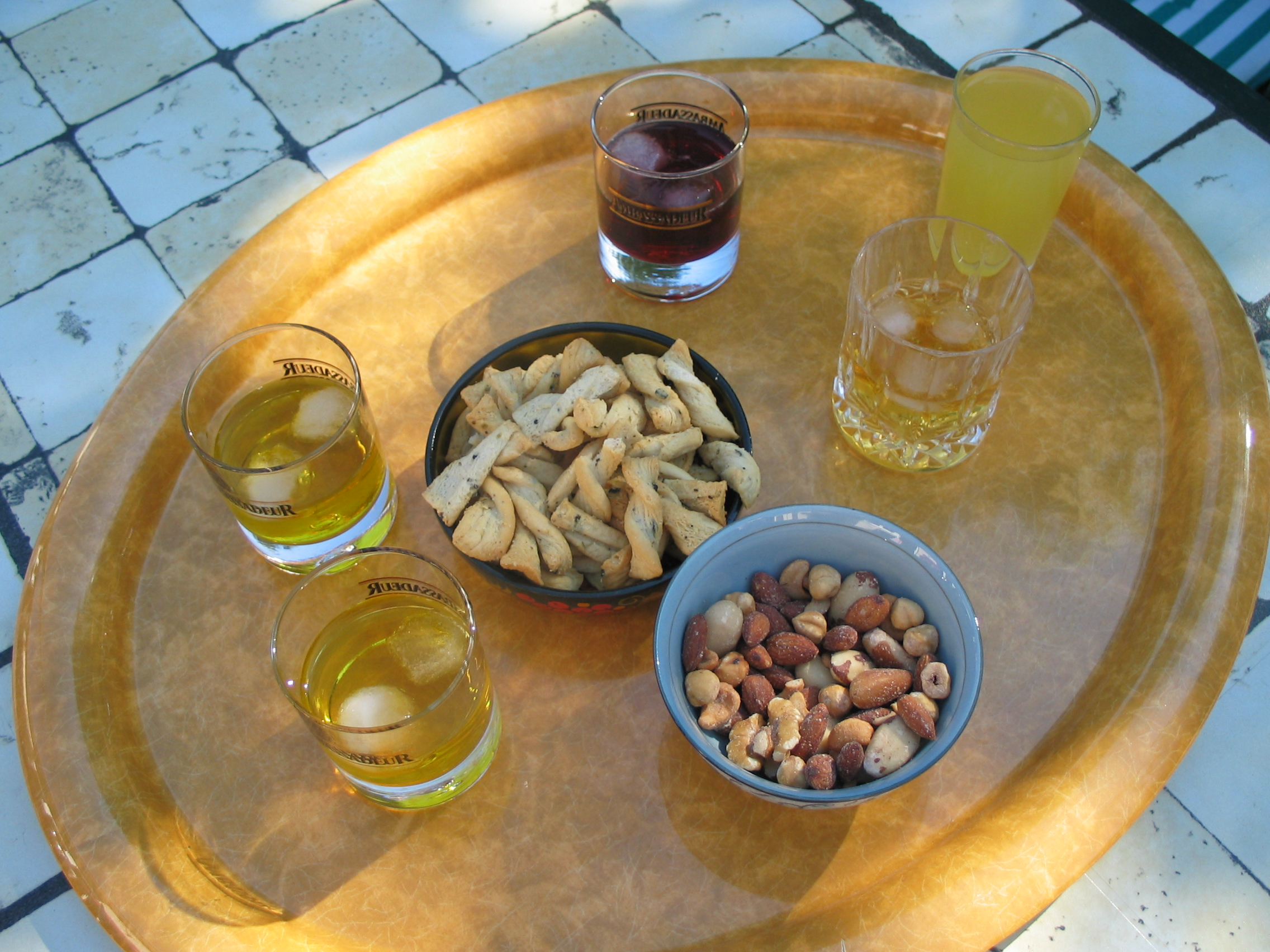
Französischer Apéritif, mit Nüssen

Als Aperitif eignen sich bestimmte Spirituosen, Weine, Schaumweine, Bier sowie bestimmte Shortdrinks, die sogenannten Before-Dinner-Cocktails. Es gibt eine Vielzahl von regionalen Vorlieben und Modetrends. In Südfrankreich ist der klassische Aperitif ein Pastis, im Burgund der Kir. Auch trockener Sherry ist ein häufiger Aperitif. Generell sind Aperitifs oft herb oder bitter, da dies den Appetit anregt, und selten süß. Unüblich sind Getränke, die Milch oder Ei enthalten, da protein- oder fetthaltige Bestandteile zum Sättigungsempfinden beitragen. Zum Menü oder den dazu gereichten Weinen sollte der Aperitif auch passen, zum Beispiel kein süßer Aperitif vor einem herben Wein oder kein Aperitif auf Eis vor einer heißen Suppe.
Gelegentlich werden zum Aperitif kleine Appetithäppchen oder Knabbergebäck gereicht, zum Beispiel Pistazien, Oliven oder ähnliches; so kann Aperitif also auch das Getränk in Verbindung mit den gereichten Kleinigkeiten bezeichnen.
Bekannte Aperitif-Cocktails:
- Martini Dry und seine Variationen
- Manhattan und seine Variationen: Affinity, Bobby Burns, Brooklyn, Rob Roy, Rory O’More
- Campari-Variationen: Campari Soda, Campari Orange, Americano, Negroni
- Aperol-Variationen: Aperol Royal, Aperol Sour, Italian Gipsy, Florida, Spritz (Prosecco mit Aperol)
- Kir, oft als Variante Kir Royal
- Hugo

## Etymologie
Die heutige Bedeutung des Wortes Aperitif als „alkoholhaltiges Getränk (zum Anregen des Appetits)“ entwickelte sich im 19. Jahrhundert in der französischen Sprache und wurde im 20. Jahrhundert mit der französischen Lautform ins Deutsche übernommen. In einer älteren Verwendung, als Fachwort der Medizin mit der Bedeutung „öffnendes, abführendes Heilmittel“, war es bereits im 16. Jahrhundert aus dem mittellateinischen aper(i)tivus („öffnend“), zu lateinisch aperīre („öffnen“), in die deutsche Sprache gekommen.

## Aperitif in Bars

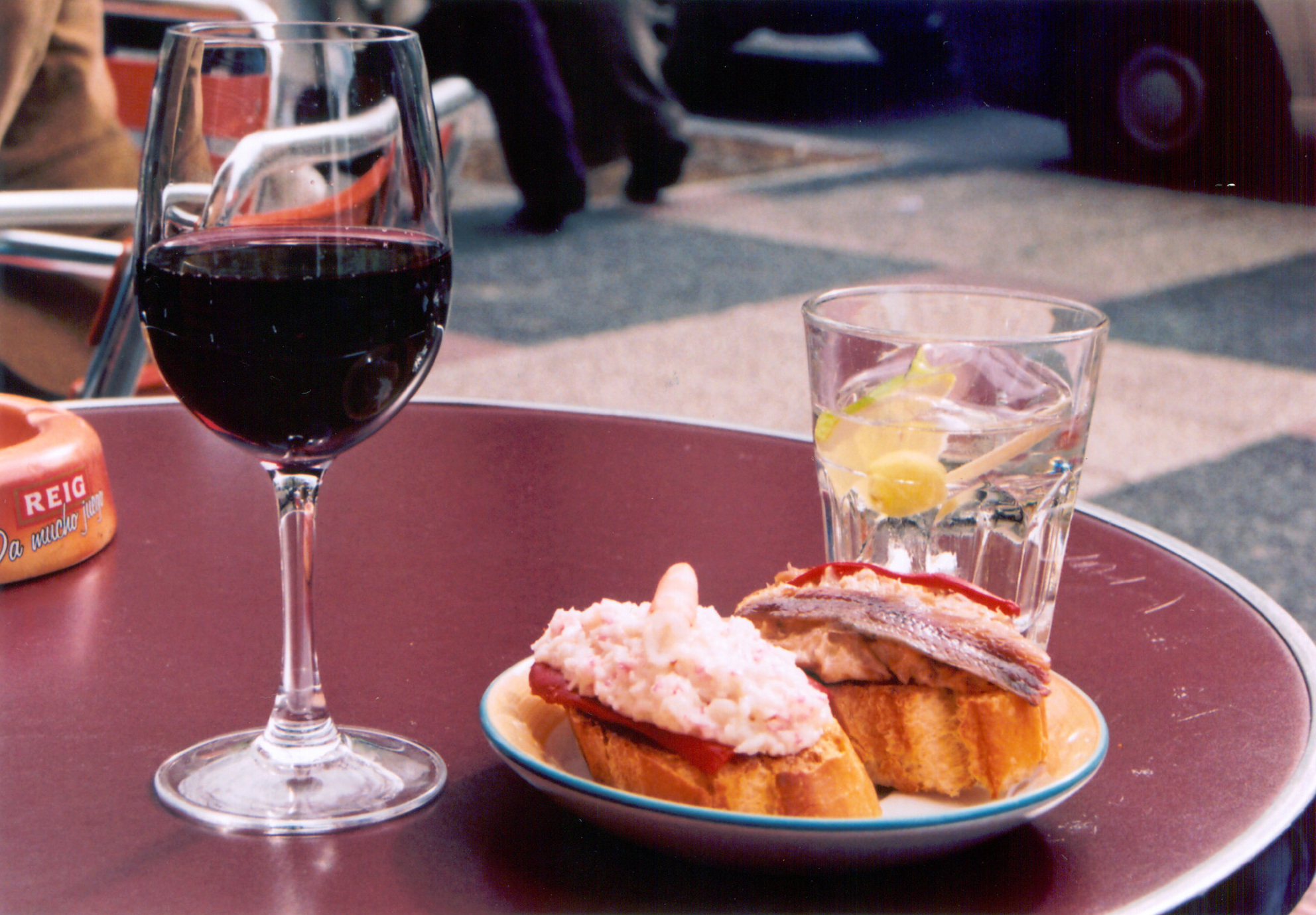
Rotwein und Wermut, mit Tapas

Als Aperitivo wird in Italien nicht nur der Aperitif selbst, sondern auch die Gewohnheit bezeichnet, sich abends in den Städten zum Drink in Bars und Kneipen mit Freunden zu treffen, wozu kleine Häppchen gegessen werden. Besonders beliebt ist diese Form des abendlichen oder mittäglichen Aperitifs in Mailand, wo diese Sitte zuerst aufgekommen sein soll in Zusammenhang mit dem von hier stammenden Campari. Die Spanier verabreden sich zu ebendiesem Zweck unter dem Begriff Tapeo, abgeleitet von Tapas, wozu ebenfalls Alkohol getrunken wird. Das spanische Verb tapear bedeutet so viel wie „durch Bars und Restaurants ziehen, um Tapas zu essen.“
In Norditalien ist die Aperitivo-Kultur in allen Städten der Lombardei verbreitet, ebenso in den angrenzenden Provinzen sowie in vielen Skigebieten der Alpen. In vielen Bars in Genua, Turin, Rom und Neapel ist der Aperitivo bekannt, doch im südlichen Teil von Italien und auf den Inseln existiert er kaum. In Friaul-Julisch Venetien und im größten Teil des Veneto findet der Aperitivo entsprechend den lokalen Gepflogenheiten als vorabendliches Treffen mit Wein und Häppchen statt.

## Apéro in der Schweiz
In der Schweiz hat der Begriff Apéro eine weitere Bedeutung. Er bezeichnet eine Art Stehparty, bei der kleines Gebäck und Getränke serviert werden, vergleichbar mit Fingerfood.

## Verwandte Drinks
Im Gegensatz zum Aperitif wird der Digestif nach dem Essen gereicht.